# 청담중학교 (경기)
청담중학교(靑潭中學校)는 대한민국 경기도 평택시 팽성읍 송화리에 있는 사립 중학교이다.

## 학교 연혁
- 1969년 11월 18일 : 학교법인 용태학원 설립인가
- 1970년 1월 13일 : 팽성중학교 6학급 인가
- 1974년 9월 10일 : 학교법인 이사장 스님 이혜성 취임
- 1974년 11월 20일 : 박남규 교장 취임
- 1974년 12월 30일 : 용태학원을 청담학원으로 법인 명칭 변경
- 1975년 1월 8일 : 팽성중학교를 청담중학교로 교명 변경
- 1975년 8월 20일 : 21학급 증설 인가
- 1982년 3월 1일 : 중·고 분리 (박남규 교장 청담종합고교 전출)
- 2004년 12월 17일 : 학교도서관 개관
- 2013년 9월 1일 : 혁신학교 지정
- 2015년 3월 26일 : 청담중학교 축구부 창단
- 2015년 4월 10일 : 청담중학교 야구부 창단
- 2017년 9월 1일 : 혁신학교 재지정
- 2020년 9월 1일 : 류승대 교장 취임
- 2021년 10월 15일 : 학교법인 청담학원 제8대 이사장 이태원 스님 취임
- 2024년 1월 5일 : 제52회 졸업식(118명, 총 졸업생 12,582명)

## 참고 자료
- 청담중학교 - 한국교육학술정보원 학교알리미